# میلشوویتسه
میلشوویتسه (به چکی: Milešovice) یک منطقهٔ مسکونی در جمهوری چک است که در ناحیه ویشکوو واقع شده‌است. میلشوویتسه ۶٫۷۱ کیلومتر مربع مساحت و ۶۷۹ نفر جمعیت دارد و ۲۴۵ متر بالاتر از سطح دریا واقع شده‌است.